# Fox-1Cliff
Fox-1Cliff, AO-95 oder AMSAT OSCAR 95 ist ein US-amerikanischer Amateurfunksatellit. Fox-1Cliff ist ein 1U-CubeSat, der von der AMSAT-NA entwickelt und gebaut wurde. Der Satellit trägt die Bezeichnung Cliff zu Ehren von Cliff Buttschardt, K7RR ex-W6HDO (1931–2006), einem Pionier der amerikanischen AMSAT. Nach erfolgreichem Start wurde dem Satelliten die OSCAR-Nummer 95 zugewiesen.

## Aufbau
Fox-1Cliff trägt einen einkanaligen Transponder für den Mode U/V in FM. Fox-1Cliff verfügt über einen L-Band-Konverter (das AMSAT L-Band Downshifter Experiment), der es ermöglicht den FM-Transponder auf einem Uplink im 23-cm-Band zu schalten.
Der Satellit trägt folgende wissenschaftlich-technische Nutzlasten:
- U / V-FM-Repeater (identisch Fox-1A).
- L-Band-Downshifter.
- das Vanderbilt-Low-Energy-Proton (LEP) -Strahlungsexperiment (identisch Fox-1A).
- Standard-Fox-1-Penn State University-Erie MEMS-Gyroskop-Experiment.
- das Virginia Tech Camera Experiment (ähnlich dem von Fox-1D, jedoch mit einer höheren Auflösung von 640 × 480).

Der Satellit verfügt über je eine Stabantenne für das 70-cm- und das 2-m-Band sowie eine Antenne für das 23-cm-Band. Für den Download der Telemetriedaten sind zwei Modi implementiert:
- Slow Speed, auch Data Under Voice (DUV) genannt überträgt 200 bps FSK während der FM-Sender aktiv ist (Baken- oder Transponderbetrieb).
- High Speed entspricht 9600 bps FSK und wird alternativ zum Transponderbetrieb eingesetzt.

Der High Speed Mode wird für datenintensive Experimente, wie z. B. für das Virginia Tech Camera-Experiment verwendet.

## Mission
Der Satellit wurde am 3. Dezember 2018 um 13:34 UTC mit dem Falcon-9-Flug SSO-A zusammen mit 63 weiteren Kleinsatelliten vom Vandenberg AFB Space Launch Complex 4E in den USA gestartet.
Nach dem Start wurde durch Funkamateure weltweit Telemetrie des Satelliten empfangen. Die Telemetrie zeigte, dass die Systeme korrekt arbeiten. Am 4. Dezember wurde mit der Inbetriebnahme durch die AMSAT begonnen. Hierbei wurde eine Anomalie der Empfangsfähigkeit festgestellt. Nach mehreren Tests, Analysen und Diskussionen wurde festgestellt, dass Fox-1Cliff nicht als vierter Fox-1-Amateurfunksatellit in Betrieb genommen werden konnte. Dennoch lieferte der Satellit mehr als vier Jahre lang ein leicht zu empfangendes Bakensignal und Telemetriedaten, bevor die NiCd-Batterien versagten. Am 5. Februar 2023 wurde der Satellit durch die AMSAT-NA zum Totalausfall erklärt.

## Frequenzen
- 145,920 MHz Downlink (FM, Datenübertragung DUV 200 bps und FSK 9600 bps, 400 – 800 mW)
- 435,300 MHz Uplink (FM CTCSS 67,0 Hz)
- 1.267,300 MHz Uplink (FM CTCSS 67,0 Hz)